# Benesch (Beamter)
Benesch (Bnš) war ein hoher altägyptischer Beamter mit dem Titel Bürgermeister von Heliopolis (Ḥ3tj-ˁ-n-Jwnw). Er ist nur von einem Kauroid-Siegel bekannt, auf dem auch sein Vater Ma genannt wird, von dem aber nichts weiter bekannt ist. Das Siegel fand sich in Bubastis. Er datiert wahrscheinlich in das Neue Reich (etwa 1550 bis 1080 v. Chr.).